# Добруцкий, Ян Эмануэль
Ян Эмануэль До́бруцкий (словац. Ján Emanuel Dobrucký , 15 января 1854 года, Мошовце, Австро-Венгрия — 19 февраля 1921 года, Войерецы, Лужица, Германия) — лютеранский священнослужитель, серболужицкий писатель словацкого происхождения. Писал на немецком и верхнелужицком языках. Отец писателя Божидара Добруцкого.
Родился в 1854 году в городе Мошовце, Австро-Венгрия (сегодня — Словакия). После окончания гимназии до 1878 года изучал теологию в Лейпциге, Вене и Братиславе. Потом служил помощником пастора в Мошовице, Банской Быстрице (1878—1882). В 1882 году по приглашению лютеранского пастора Яромера Имиша переехал в Лужицу, где до 1883 года служил администратором лютеранского прихода в деревне Шпрейцы (Spreewitz).В 1883 году вступил в серболужицкую культурно-просветительскую организацию «Матица сербская».С 1883 по 1919 год — архидьякон в Войерецах. После выхода на пенсию проживал в деревне Войерецы, где скончался в 1921 году.
Написал несколько повестей и стихотворений, которые были опубликованы на страницах литературного журнала «Łužica». Публиковался под псевдонимами Душан, Боголюбский (Bohoľubský, Dušan).
Сочинения
- «Daniel w lawowej jamje», Wojerecy, 1902
- «Handrij, der wendische Kirchvater», Hoyerswerda, 1907;
- «Handrij, serbski kěbětar», Łužica, 1908